# Рахел Рюйш
Рахел Рюйш (Rachel Ruysch, 3 червня 1664 — 12 серпня 1750) — нідерландська художниця епохи бароко, майстриня натюрморту.

## Життєпис
Народилася у Гаазі у 1664 році у родині професора анатомії та ботаніки Фредеріка Рюйша і доньки відомого архітектора Марії Пост.
Батьки Рахель були художниками-аматорами. Дід Рахель, Пітер Пост, був придворним художником, згодом став архітектором. Коли Рахель було 5 років, родина перебралася до Амстердаму. У 1685 році батька було призначено головою Ботанічного саду, де Рахель росла серед творчості, допомагаючи у бальзамуванні комах і складанні колекцій квітів та рослин. У батька вона навчилася живопису. Згодом наслідувала манері Отто Марсеуса ван Скрика.
У 1679 році почала вчитися живопису у художника Віллема ван Алста, незабаром до неї приєдналася і молодша сестра Ганна Елізабет Рюйш. Брат також навчався живопису і в подальшому теж став художником.
У 1693 році Рахель одружилася з портретистом Юріаном Пулом, наближеним до двору штатгалтерів Оранських. Хоча Рахель Рюйш народила 10 дітей, вона ніколи не залишала живопису. У 1701 році вступила в гільдію художників Амстердаму. У 1708–1716 роках працювала придворною художницею у Дюссельдорфі при дворі правителів Курпфальца. Коли чоловік став непотрібним правителям, вона повністю замінила його в матеріальному забезпеченні родини. В середньому писала 5 картин на рік.
У 1723 році Рахель Рюйш виграла 60 000 гульденів — головний приз державної лотереї в Північній Голландії.

## Творчість
Із доробку Рахель Рюйш нині відомо 100 картин із 250, вони зберігаються у приватних колекціях і музеях за кордоном.
Найулюбленішим жанром були натюрморти, які Рюйш малювала на чорному тлі: вони включали квіти й рослини, які не цвітуть в одну пору року й навіть не ростуть разом. Завжди додавала комах та плазунів за тогочасною живописною модою. Роки виховання дітей Рахель Рюйш відзначала як найбільше піднесення своєї творчості.
Картини Рюйш продавалися в кілька разів дорожче, ніж полотна Рембрандта й дуже високо цінувалися критиками.

## Галерея обраних творів

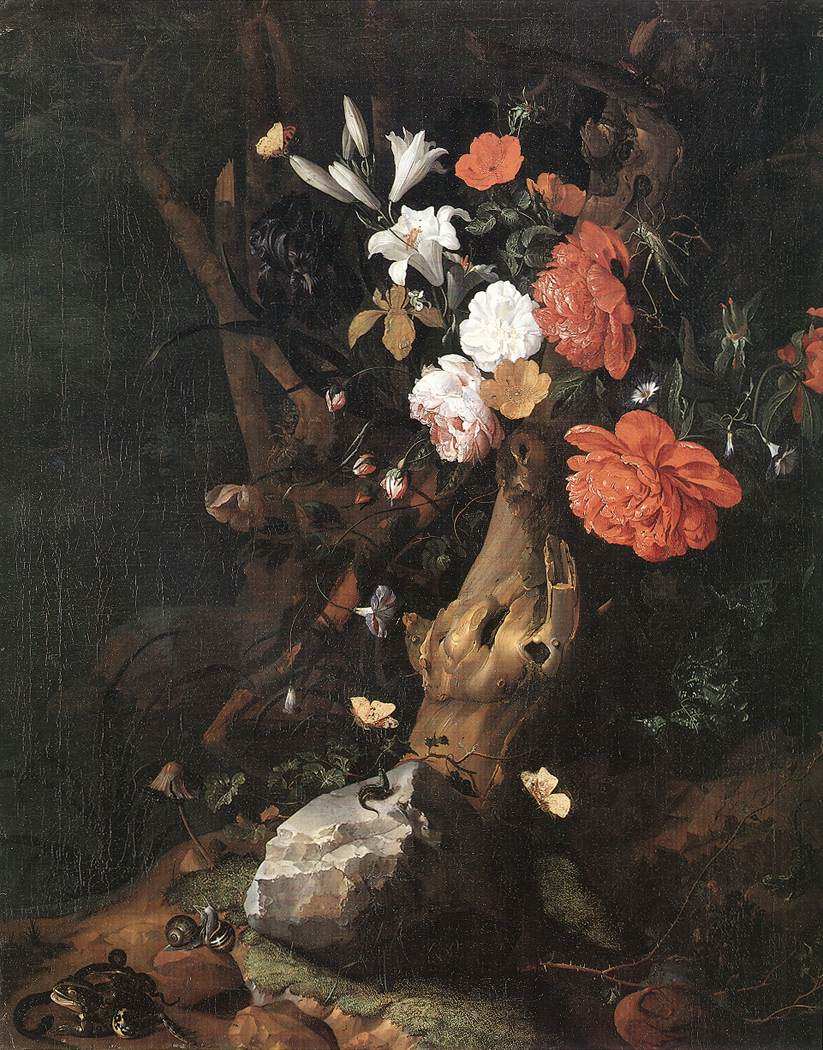
Квіти на стовбурі дерева
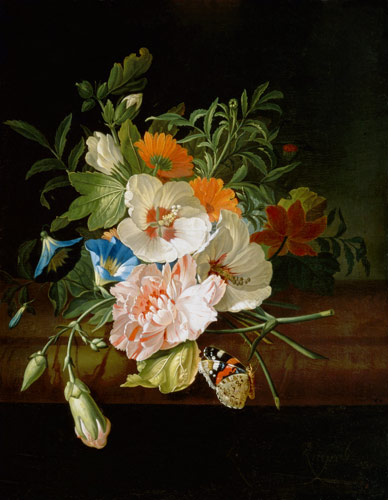
Натюрморт з квітами та метеликами на кам'яній лаві (бл. 1700)
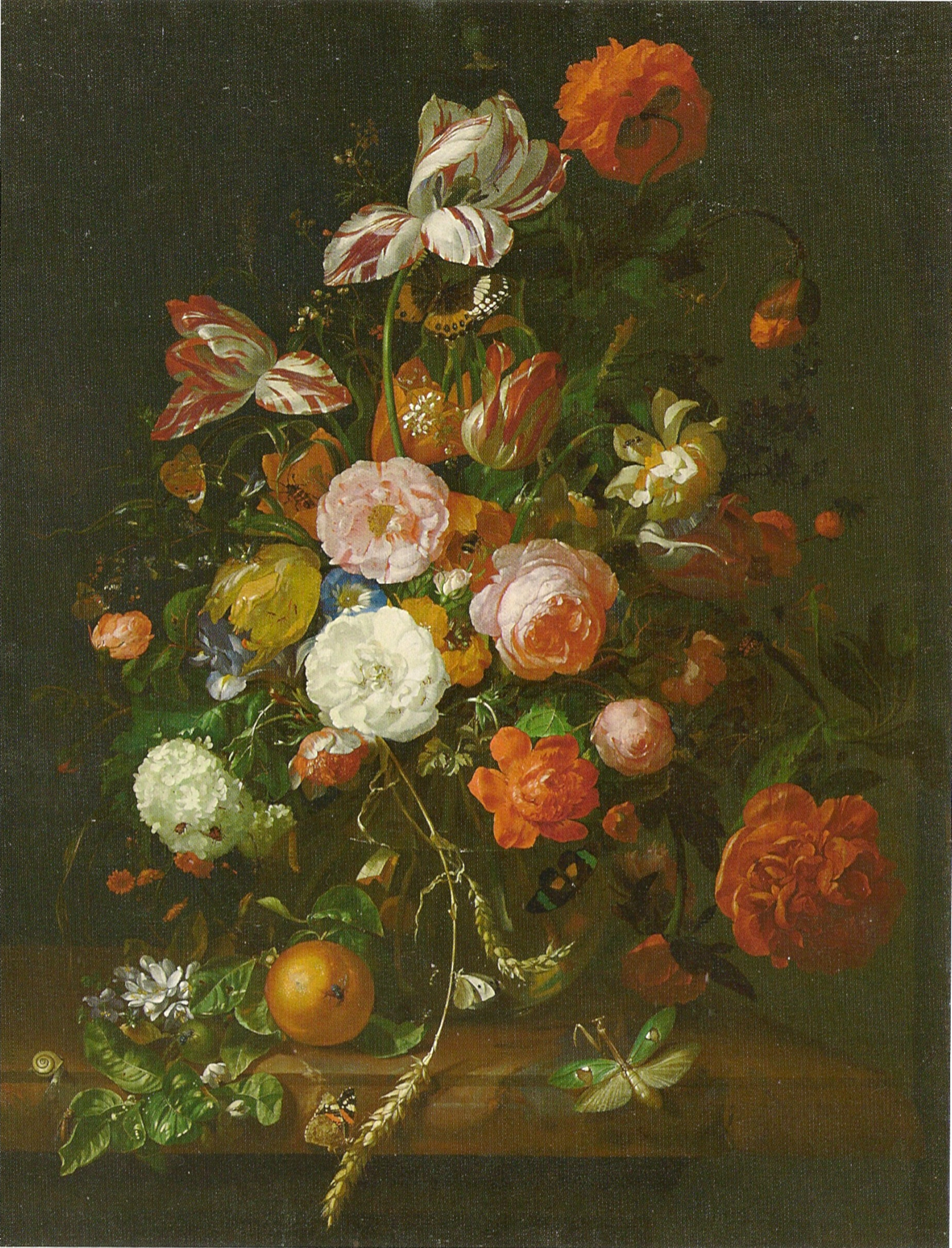
Букет квітів (1708)
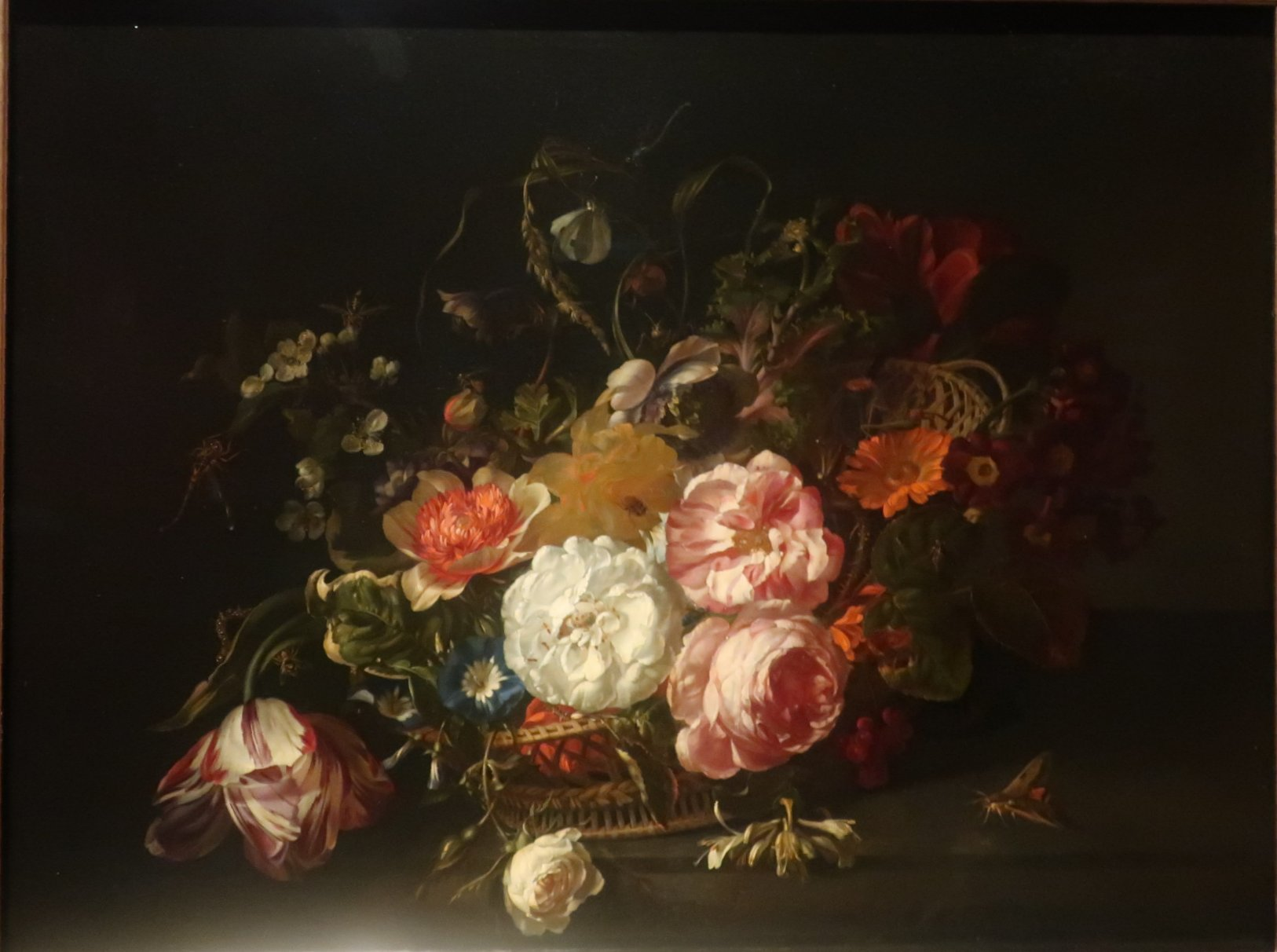
Корзина квітів (1711)
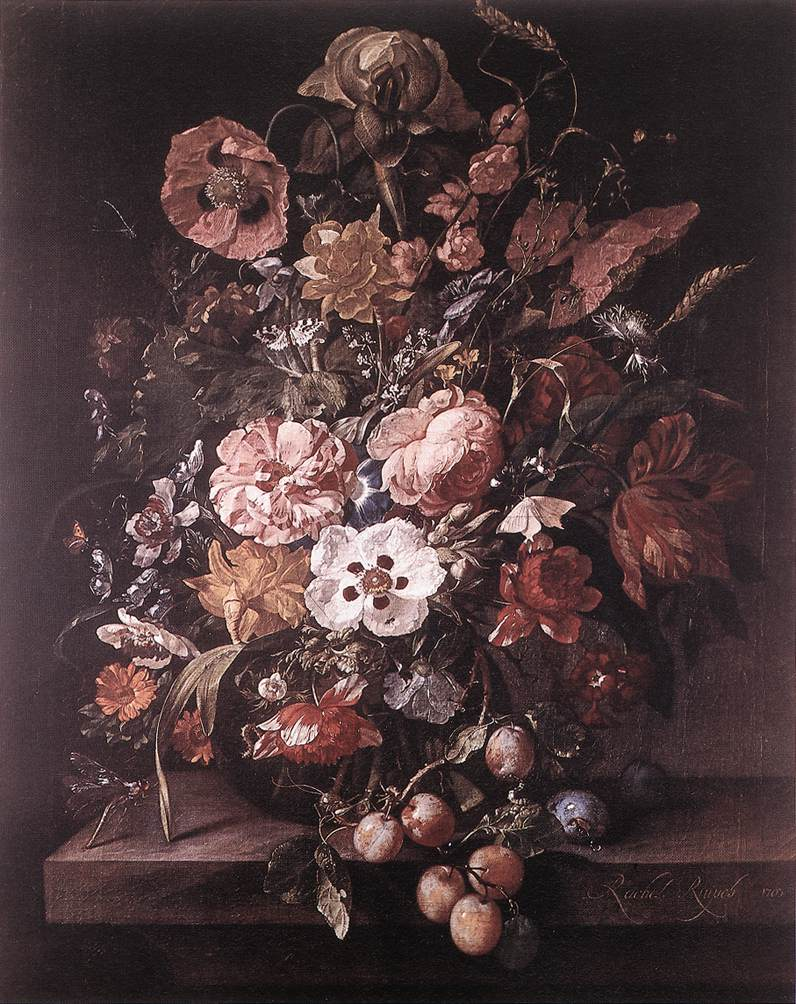
Букет в скляній вазі (1703)
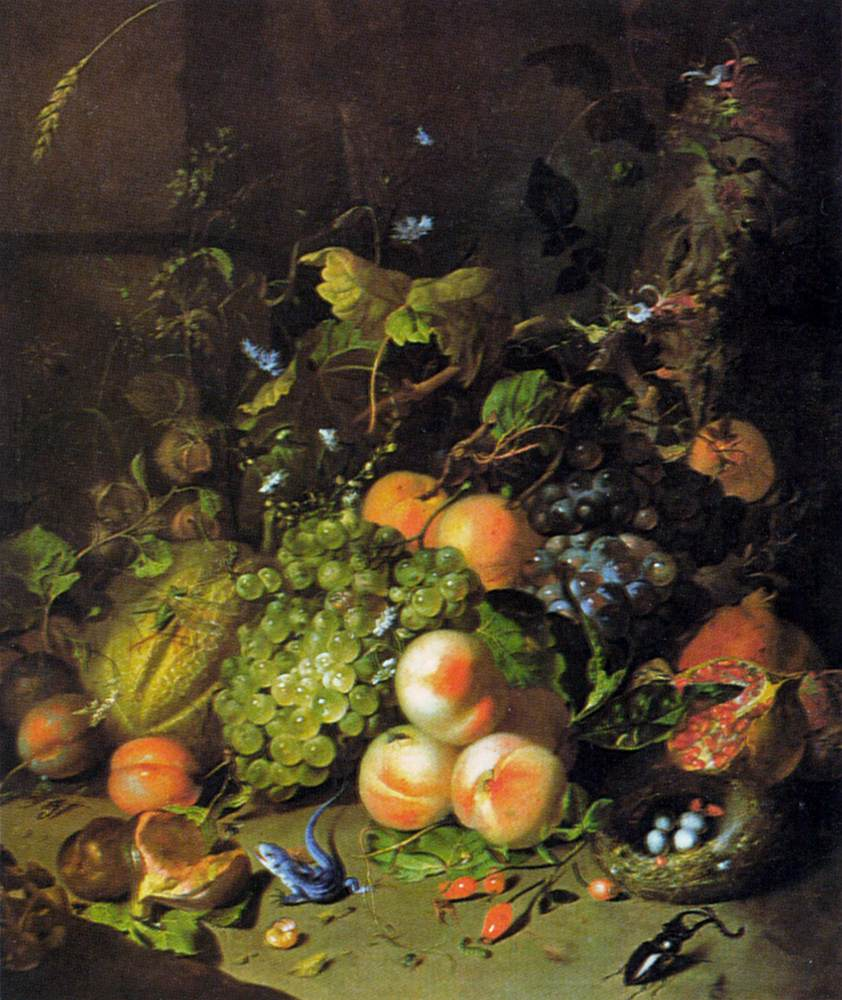
Натюрморт з фруктами й тваринами